# Largebec à poitrine jaune
Machaerirhynchus flaviventer
Espèce
Statut de conservation UICN

 LC  : Préoccupation mineure
Le Largebec à poitrine jaune (Machaerirhynchus flaviventer) est une espèce de passereaux de la famille des Machaerirhynchidae.

## Liste des sous-espèces
Selon la classification de référence du Congrès ornithologique international (version 8.1, 2018), BioLib (18 juin 2018) et Catalogue of Life (18 juin 2018) :
- sous-espèce Machaerirhynchus flaviventer albifrons Gray, GR, 1862
- sous-espèce Machaerirhynchus flaviventer albigula Mayr & Meyer de Schauensee, 1939
- sous-espèce Machaerirhynchus flaviventer novus Rothschild & Hartert, 1912
- sous-espèce Machaerirhynchus flaviventer xanthogenys Gray, GR, 1858
- sous-espèce Machaerirhynchus flaviventer flaviventer Gould, 1851
- sous-espèce Machaerirhynchus flaviventer secundus Mathews, 1912